# Aedes pseudonummatus
Aedes pseudonummatus é um espécie de mosquito do Género Aedes, pertencente à família Culicidae.